# Elías Garralda Alzugaray
Elías Garralda Alzugaray (Lesaca, Navarra, 16 de febrero de 1926-Olot, Gerona, 6 de marzo de 2012) fue un pintor paisajista español. Estudió en la Escuela de Artes y Oficios de Pamplona y posteriormente se trasladó a Olot, donde estudió en la Escuela de Bellas Artes. Realizó su primera exposición en Barcelona con 22 años y se convirtió en un miembro destacado de la escuela olotina del paisaje.
Su especialidad fueron los paisajes de  los Picos de Europa, Olot y Navarra. Expuso por diversas galerías de toda España: Barcelona, Madrid, Bilbao... Su técnica consistía en pintar elaboradamente, del natural.

## Biografía
La infancia del pintor transcurrió junto al río Bidasoa, a la sombra de las Peñas de Aya. 
El mundo paisajístico y las altas montañas se le revelarían muy tempranamente a sus ojos. 
Cursó la enseñanza primaria en Pamplona. El estallido de la guerra civil de 1936 repercutió en su familia, trasladándose a Bayona. Más tarde, residenciarían en Biarritz, dónde su padre, D. Demetrio  ejercía de maestro de educación física.
Su afición al arte, se acentuó a los 14 años frente al temario paisajístico del golfo de Gascuña y el lago Chiberta. Su afición llegó hasta tal punto que su padre decidió matricularlo en la Academia del prestigioso profesor francés René Barnadin (poeta, escritor, pintor, muy informado de las corrientes estéticas modernas. Se preocupaba por cultivar la retentiva de sus alumnos)
Pasado el tiempo, Demetrio decidió volver  y solicitar el reingreso en el magisterio. Elías, se matriculó en la Escuela de Artes y Oficios de Pamplona donde sufrió una decepción ya que allí seguían empleándose los caducados métodos pedagógicos; copias de láminas y busto de yeso.
No obstante, Elías se adiestró en el dibujo cuyo dominio consideraba fundamental en el arte. Al mismo tiempo recibió consejos de un gran pintor navarra, Jesús Basiano. 
El reingreso de Demetrio Garralda en el Magisterio Nacional resultó aprobado; más debía sufrir "traslado forzoso" a Olot, capital de la Garrocha, comarca de la provincia de Gerona. Ello fue providencial para Elías Garralda. Olot se consideraba como la "Barbizón catalana". En su marco se anticipó, en España, el "impresionismo". 
El traslado de los Garralda tuvo lugar en 1942. Gozaba la villa de gran prosperidad; a su industria textil y chacinera se unía a su tradicional cultivo de la imaginería; los "santos de Olot" estaban en auge. La vocación artística de Elías Garralda fortaleció al contacto con las instituciones culturales de Olot. Y se reencontró con el amado Pirineo.
Ingresó a los 16 años en la Escuela de Artes y Oficios, entidad que continuaba a "l'Escola de dibuix (1783)", y continuaba de la "Escola Superior del Paisatge (1934)"creada por la primera Generalitat de Catalunya, premio a la dedicación olotina del paisajismo.
La célebre Escola de Paisatge se desarrolló terminada la guerra bajo el nombre de Escuela de Artes y Oficios. Pero Garralda se "hizo" pintando al lado de los grandes maestros; Soler Jorba, Gussinyé, Olivet Legares, Barnadas, Marsillach... Nunca le faltó consejo de compañero.
Cuando pudo adquirir una bicicleta pedaleó deportivamente hasta la falda del Pirineo, uno de sus sueños.
La Escola de Belles Arts d'Olot le otorgó  el máximo galardón que otorga, la medalla de plata.